# Barcelona Design Festival
El  Barcelona Design Festival és un festival de disseny que es fa a Barcelona. La segona edició té a lloc el 2012 entre el 26 de juny i el 5 d'octubre a diversos espais de la ciutat. L'objectiu del festival és fer visible el potencial de les empreses, els emprenedors i els professionals per ajudar-los a competir a escala internacional.

## Activitats
Amb dos epicentres d'activitat -el FADfest com a tret de sortida i la BCN Design Week com a cloenda- aquest esdeveniment compta amb un dens programa d'activitats que intenten acostar el disseny a la societat i promouen aquesta disciplina en els àmbits ciutadà, professional i empresarial, tot cobrint les dimensions econòmica i cultural del disseny.
- FADfest és l'esdeveniment anual del Foment de les Arts i del Disseny (FAD) que celebra l'excel·lència creativa, reconeix la feina de professionals i empreses i apropa el disseny a la ciutadania. Un aparador per descobrir les millors propostes de l'any en arquitectura, interiorisme, disseny gràfic, publicitat, disseny industrial, artesania, art i moda.[5]

## Espais
El festival es du a terme a diversos espais de la capital catalana:
- Foment de les Arts i del Disseny
- Centre de Cultura Contemporània de Barcelona (CCCB)
- Filmoteca de Catalunya
- Fàbrica Moritz
- Museu d'Art Contemporani de Barcelona (MACBA)
- Altres espais